# Stora turismpriset
Stora turismpriset är ett pris som delas ut av Stiftelsen för kunskapsfrämjande inom turism, till en organisation som bidragit till utvecklingen av svensk turism genom nytänkande och innovation. Priset är på 100 000 kronor och har delats ut varje år sedan 1994.
Stiftelsen för kunskapsfrämjande inom turism är en fristående stiftelse som verkar för utveckling av kunskap inom svensk besöksnäring. Tillväxtverket är huvudman för stiftelsen.

## Pristagare[2]
- 1994 –  Britmari Brax, Rederi AB Göta Kanal samt Yngve Bergqvist, Jukkas AB och Ishotellet
- 1995 – Vasamuseet
- 1996 – Medeltidsveckan på Gotland
- 1997 – Turism i Glasriket
- 1998 – Liseberg
- 1999 – Dalhalla
- 2000 – Jamtli historieland
- 2001 – Sveriges campingvärdars riksförbund
- 2002 – Ölands skördefest
- 2003 – Jan Guillou och Anja Praesto, Västergötlands museum för "I Arns Fotspår"
- 2004 – Skistar AB
- 2005 – Göteborg
- 2006 – Ekoturismföreningen med kvalitetsmärkningen "Naturens bästa"
- 2007 – Wij trädgårdar
- 2008 – Kolmårdens djurpark
- 2009 – Ystads kommun
- 2010 – Fotografiska
- 2011 – Treehotel
- 2012 – Kosta Boda Art Hotel
- 2013 – Stiftelsen Läckö slott
- 2014 – Astrid Lindgrens Näs
- 2015 – Guidenätverket Wildsweden
- 2016 – Gotlands museum
- 2017 – Artipelag
- 2018 – Julita gård
- 2019 – Fjärdhundraland[3]
- 2020 – Många pristagare – alla länens nominerade fick 10 000 kronor var,[4][5] bland andra Tomteland i Dalarna.[6]
- 2021 – Vasaloppet
- 2022 – Pater Noster[7]